# Bezirk Imboden
Der Bezirk Imboden (rätoromanisch District dal Plaunⓘ) war bis zum 31. Dezember 2016 eine Verwaltungseinheit des Schweizer Kantons Graubünden. Er wurde am 1. Januar 2017 durch die Region Imboden ersetzt.

## Die Gemeinden des ehemaligen Bezirks Imboden
| Wappen    | Gemeindename | PLZ        | Einwohner (31. Dezember 2023) | Fläche in km² | Einwohner pro km² | Kreis   |
| --------- | ------------ | ---------- | ----------------------------- | ------------- | ----------------- | ------- |
| Bonaduz   | Bonaduz      | 7402       | 3533                          | 14,40         | 245               | Rhäzüns |
| Domat/Ems | Domat/Ems    | 7013       | 8286                          | 24,22         | 342               | Rhäzüns |
| Rhäzüns   | Rhäzüns      | 7403       | 1633                          | 13,37         | 122               | Rhäzüns |
| Felsberg  | Felsberg     | 7012       | 2833                          | 13,40         | 211               | Trins   |
| Flims     | Flims        | 7017–7019  | 2939                          | 50,50         | 58                | Trins   |
| Tamins    | Tamins       | 7015       | 1215                          | 40,74         | 30                | Trins   |
| Trin      | Trin         | 7014, 7016 | 1525                          | 47,17         | 32                | Trins   |
| Total (7) | Total (7)    | Total (7)  | 21’695                        | 203,80        | 106               |         |

## Veränderungen im Gemeindebestand

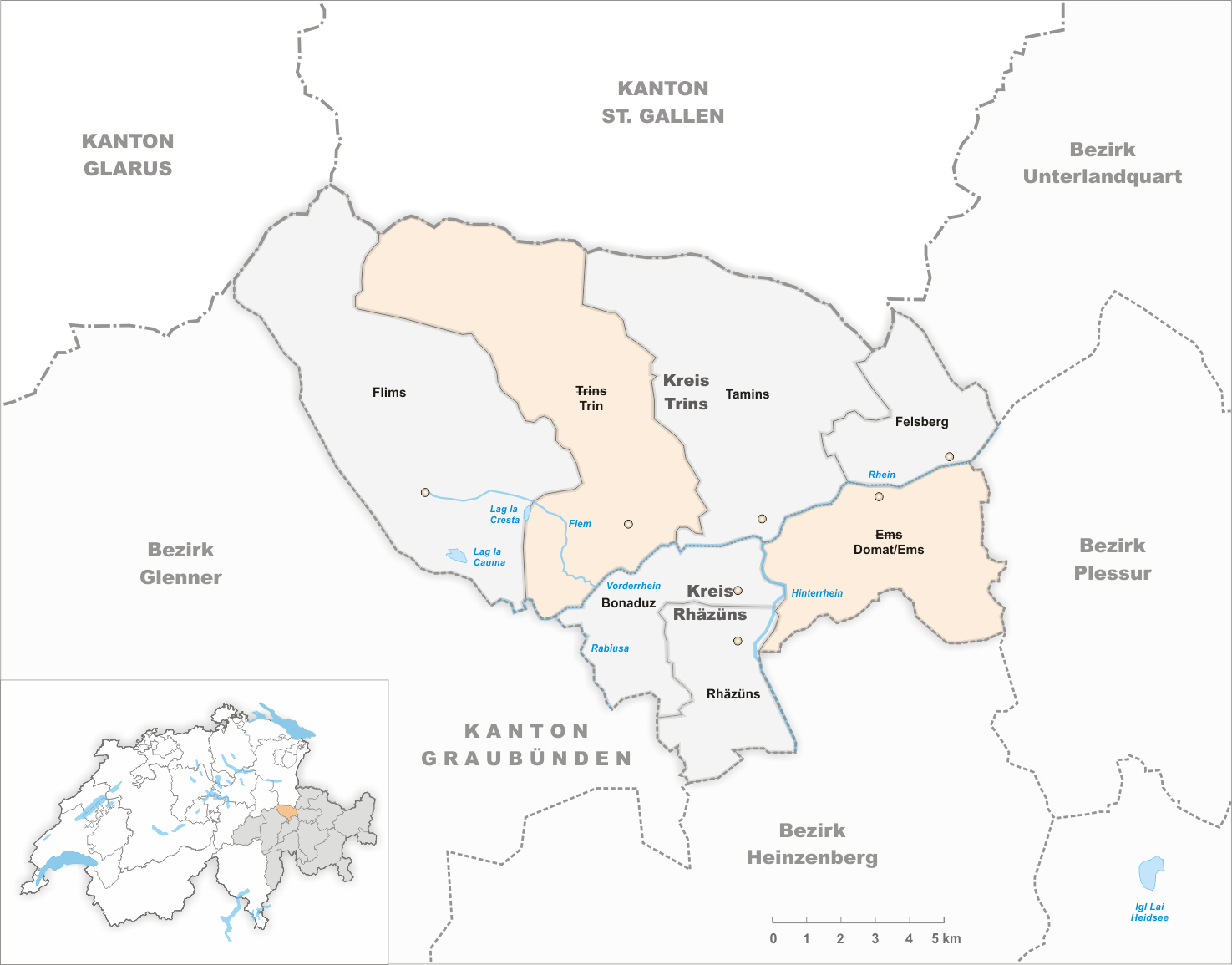
Gemeinden bis 1942

- 1943: Namensänderung von Ems → Domat/Ems
- 1943: Namensänderung von Trins → Trin